# Jean de Metz
Jean de Metz, aussi connu sous le nom de Jean de Novelompont, né vers 1398 et mort à une date inconnue, est un noble français principalement connu pour avoir été compagnon d'armes de Jeanne d'Arc.

## Biographie
Son autre nom, Jean de Novellompont (ou Novelompont) proviendrait du village de Nouillonpont, dans la Meuse, qui relevait alors de la juridiction du duché de Lorraine. Selon Saint Joan of Arc de Vita Sackville-West, il était « de relativement bonne naissance », même si ses parents n'étaient pas nobles. C'était un « homme d'épée » extraordinaire.
Il fait la connaissance de Jeanne d'Arc lorsqu'elle arrive à la ville fortifiée de Vaucouleurs en 1428. Il est alors écuyer de Robert de Baudricourt. Il lui demande qui est son seigneur, et elle lui répond « C'est Dieu ». Il lui fournit des vêtements d'homme pour contribuer à la réalisation de son désir de rencontrer le roi de France. C'est la dévotion de Metz et de son compagnon d'armes, Bertrand de Poulengy, qui persuade Baudricourt d'épouser la cause de Jeanne.
De Metz devient effectivement « le chef de la petite troupe » qui escorte Jeanne jusqu'à Chinon, où elle rencontre le roi Charles VII ; par la suite, de Metz aide Jeanne en lui fournissant un cheval et les vêtements nécessaires. Un aide du roi lui donne quelque 425 livres pour les frais de « la Pucelle » et les siens, y compris le coût d'une armure. Le fait que des hommes font escorte à une femme célibataire soulève des doutes, mais de Metz déclare au procès de Jeanne que Poulengy et lui se reposaient chaque nuit avec elle, qu'elle dormait à côté de lui, « serrée dans son habit d'homme », qu'elle lui « inspirait un tel respect que jamais [il n'eût] osé la solliciter à mal »; et que jamais il n'eut « pour elle de pensée mauvaise ni de mouvement charnel ».
De Metz n'est pas oublié après l'exécution de Jeanne : en 1444, Charles VII lui décerne un titre de noblesse en reconnaissance des services qu'il a rendus « dans nos guerres et ailleurs ».
Onze ans plus tard, au procès en réhabilitation de Jeanne, de Metz est un témoin qualifié de noble résidant à Vaucouleurs.

## Autres interprétations
Dans une annexe, Sackville-West mentionne la thèse de Jean-Baptiste-Joseph Ayroles selon laquelle les faits et gestes de de Metz, et notamment son abandon de Jeanne avant qu'elle n'atteigne Nancy, n'ont de sens que s'il était « un genre d'espion » envoyé, fort probablement sur l'ordre de Baudricourt, pour déterminer le « vrai ou faux mérite » de Jeanne. Cet argument repose en partie sur l'action pour rupture de promesse intentée par le père de Jeanne, Jacques d'Arc. Sackville-West juge l'interprétation d'Ayroles erronée pour plusieurs raisons pratiques, mais n'offre rien pour battre en brèche l'opinion du jésuite sur de Metz.

## Postérité
- Dans le téléfilm Jeanne d'Arc (1999), Jean de Metz est interprété par Chad Willett (en). Dans ce récit, de Metz tombe graduellement amoureux de la sainte, mais ne lui révèle jamais ses sentiments[4].
- De Metz apparaît également dans les jeux vidéo Wars and Warriors: Joan of Arc (2004), Age of Empires II: The Age of Kings (1999) et Jeanne d'Arc (2006).
- Jean de Metz apparaît également dans le livre Assassin’s Creed Heresy de Christie Golden, livre tiré de la série de jeux vidéo à succès d’Ubisoft. Dans cette fiction, Jean de Metz fait allégeance au credo des assassins, et est pourvu d’une lame secrète.